# Клаудіо Гуджеротті
Його Еміненція  Кла́удіо Ґуджеро́тті (англ. Claudio Gugerotti, нар. 7 жовтня 1955, Верона, Італія) — римо-католицький архієпископ, кардинал, ватиканський дипломат, Апостольський Нунцій в Україні (2015—2020); з 2022 року префект Дикастерії Східних Церков.

## Життєпис
Народився 7 жовтня 1955 року у місті Верона, Італія. Володіє кількома давніми та сучасними мовами (латинська, грецька, класична та сучасна вірменська, курдська, англійська, французька).
Висвячений у священники 29 травня 1982. Інкардинований до Веронської дієцезії. Завершив студії зі Східних мов та літератур, та здобув науковий ступінь магістра зі Святої Літургії. Доцент з Патрології при Теологічному Інституті св. Дзено в Вероні з 1981 по 1984. Доцент зі Східної Теології та Літургії при Інституті екуменічних студій у Вероні з 1982 по 1985. Вступив на службу Святого Престолу при Конгрегації у справах Східних Церков у 1985, обіймав посаду Заступника секретаря цього Дикастерія від 17 грудня 1997. Доцент з патрології, вірменської мови та літератури при Папському східному інституті, є автором ряду публікацій.

### Дипломатична служба
7 грудня 2001 — номінований титулярним архієпископом Равелло і призначений Апостольським Нунцієм в Грузії та Вірменії. 13 грудня 2001 — призначений Апостольським Нунцієм в Азербайджані. 15 липня 2011 — призначений Апостольським Нунцієм в Білорусі. 13 листопада 2015 — призначений Апостольським Нунцієм в Україні.
Під час зустрічі 12 січня 2016 з Ґуджеротті Порошенко прийняв вірчі грамоти та обговорив питання візиту Папи Франциска в Україну.
4 липня 2020 року папа Франциск призначив архієпископа Клаудіо Ґуджеротті Апостольським нунцієм у Великій Британії.
21 листопада 2022 року папа Франциск призначив архієпископа Клаудіо Ґуджеротті префектом Дикастерії Східних Церков.
30 вересня 2023 року його Святість Папа Франциск надав Архиєпископу Клаудіо Гуджеротті титул кардинала.

### Нагороди та відзнаки
- Орден Честі (Грузія, 16 вересня 2011)[7][8].
- Медаль Мовсеса Хоренаці (Вірменія, 25 січня 2012) — за внесок, внесений у справу зміцнення двосторонніх відносин між Вірменією та Ватиканом і розвитку вірменознавства[8][9].
- Орден Вірменської Апостольської Церкви Святого Нерсеса Шноралі[8].
- Золота медаль в честь святого апостола Варфоломея (Бакінська і Прикаспійська епархїя РПЦ)[8].
- Орден Франциска Скорини (Білорусь, 7 березня 2017) — за значний особистий вклад у розвиток культурного співробітництва між Білоруссю і Ватиканом[10].
- Орден «За заслуги» ІІІ ступеня (Україна, 22 серпня 2020) — за вагомий особистий внесок у зміцнення міжнародного авторитету України, розвиток міждержавного співробітництва, плідну громадську діяльність[11].